# Sandrine Bonnaire
Sandrine Bonnaire (Gannat, 31 maggio 1967) è un'attrice francese.

## Biografia

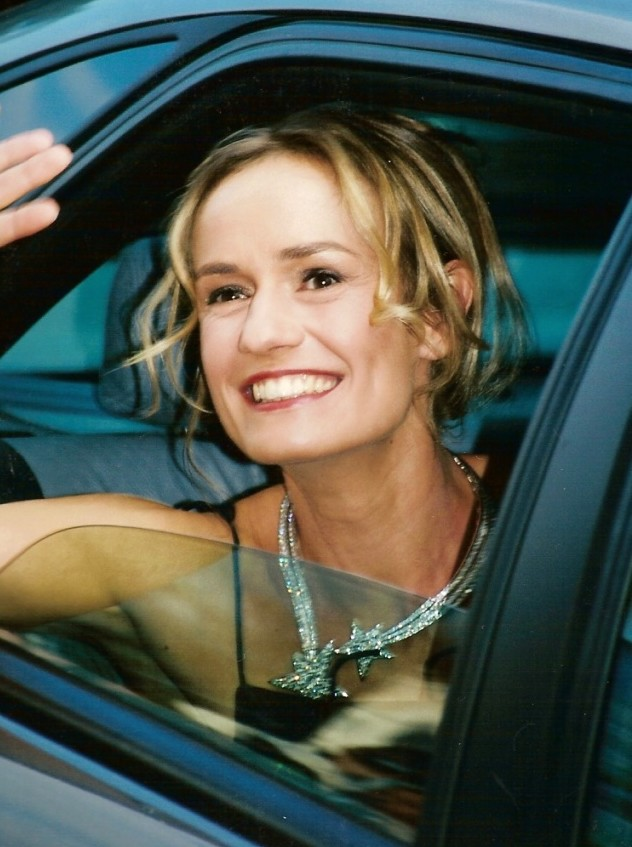
Sandrine Bonnaire

Settima di undici figli, il padre Marcel era un operaio e la madre Lucienne, scomparsa nel 2023, una testimone di Geova. La Bonnaire approdò al cinema quindicenne, con una piccola apparizione nel film Il tempo delle mele 2 (1982), grazie al fatto che ad occuparsi del casting delle comparse vi era il padre di una sua compagna di scuola. In seguito, accompagnando sua sorella ad un provino, conobbe il regista Maurice Pialat, che la diresse per Ai nostri amori (1984), un film che fruttò alla Bonnaire un Premio César come miglior attrice emergente. Il film le procurò grande notorietà in patria, dando inizio a una brillante carriera. Nel 1986 vinse un altro César per il film Senza tetto né legge di Agnès Varda, vincitore del Leone d'oro al Festival di Venezia.
Nel 1987 lavorò ancora con Pialat nella pellicola Sotto il sole di Satana (1987), recitando a fianco di Gérard Depardieu, vincitore della Palma d'oro al Festival di Cannes. Nel 1990 viene scelta da Francesca Archibugi per il film Verso sera, mentre nel 1991 è protagonista di Sotto il cielo di Parigi (1991), il primo e ultimo film di Michel Béna, regista morto di AIDS prima dell'uscita della pellicola: nel film Sandrine è coinvolta in un triangolo amoroso tra lei, il suo compagno di stanza omosessuale e un tizio conosciuto in piscina. Nel 1992, sul set del film La peste di Luis Puenzo, tratto dall'omonimo romanzo di Albert Camus, la Bonnaire conosce l'attore William Hurt, che diventerà suo compagno e padre della figlia Jeanne.
Per Claude Chabrol gira due film, Il buio nella mente (1995) e Il colore della menzogna (1998): con il primo vince il premio di migliore attrice al Festival di Venezia, ex aequo con Isabelle Huppert. In questo film recita la parte di una fredda domestica analfabeta, apparentemente priva di emozioni, che si avvicina a una postina povera con il vizio di aprire la posta dei suoi datori di lavoro. Nel 2002 ha un cameo nel film di Brian De Palma Femme fatale, mentre nel 2003 sposa lo sceneggiatore Guillaume Laurant. La coppia ha una figlia, Adèle, ma si separa nel 2015. Nel 2009 viene chiamata come giurata della 66ª Mostra internazionale d'arte cinematografica di Venezia presieduta da Ang Lee. Nel 2011, in vista delle primarie socialiste, sostiene la candidata Martine Aubry.

## Filmografia

### Cinema

#### Attrice
- Il tempo delle mele 2 (La Boum 2), regia di Claude Pinoteau (1982) - non accreditata
- Les sous-doués en vacances, non accreditata, regia di Claude Zidi (1982)
- Ai nostri amori (À nos amours), regia di Maurice Pialat (1983)
- Tir à vue, regia di Marc Angelo (1984)
- Blanche et Marie, regia di Jacques Renard (1984)
- Le meilleur de la vie, regia di Renaud Victor (1985)
- Police, regia di Maurice Pialat (1985)
- Senza tetto né legge (Sans toit ni loi), regia di Agnès Varda (1985)
- La puritana (La puritaine), regia di Jacques Doillon (1986)
- Sotto il sole di Satana (Sous le soleil de Satan), regia di Maurice Pialat (1987)
- Mentire per non morire (Jaune revolver), regia di Olivier Langlois (1987)
- Les Innocents, regia di André Téchiné (1987)
- Qualche giorno con me (Quelques jours avec moi), regia di Claude Sautet (1988)
- L'insolito caso di Mr. Hire (Monsieur Hire), regia di Patrice Leconte (1988)
- Peaux de vaches, regia di Patricia Mazuy (1988)
- La prigioniera del deserto (La captive du désert), regia di Raymond Depardon (1990)
- Verso sera, regia di Francesca Archibugi (1990)
- Sotto il cielo di Parigi (Le ciel de Paris), regia di Michel Béna (1991)
- La peste, regia di Luis Puenzo (1992)
- A Praga (Prague), regia di Ian Sellar (1992)
- Giovanna d'Arco - Parte I: Le battaglie (Jeanne la pucelle – Les batailles), regia di Jacques Rivette (1994)
- Giovanna d'Arco - Parte II: Le prigioni (Jeanne la pucelle – Les prisons), regia di Jacques Rivette (1994)
- Confidenze a uno sconosciuto (Ispoved neznakomtsu), regia di Georges Bardawil (1994)
- Cento e una notte, regia di Agnès Varda (1995)
- Il buio nella mente, (La Cérémonie), regia di Claude Chabrol (1995)
- Never Ever, regia di Charles Finch (1996)
- Die Schuld der Liebe, regia di Andreas Gruber (1997)
- Strettamente riservato, (Secret défense), regia di Jacques Rivette (1998)
- Vite rubate (Voleur de vie), regia di Yves Angelo (1998)
- Il colore della menzogna (Au cœur du mensonge), regia di Claude Chabrol (1998)
- Est-ovest - Amore-libertà (Est-Ouest), regia di Régis Wargnier (1999)
- Mademoiselle, regia di Philippe Lioret (2001)
- C'est la vie, regia di Jean-Pierre Améris (2001)
- Femme fatale, regia di Brian De Palma (2002)
- Resistance, regia di Todd Komarnicki (2003)
- Confidenze troppo intime (Confidences trop intimes), regia di Patrice Leconte (2004)
- Le cou de la girafe, regia di Safy Nebbou (2004)
- L'équipier, regia di Philippe Lioret (2004)
- Je crois que je l'aime, regia di Pierre Jolivet (2007)
- Demandez la permission aux enfants, regia di Eric Civanyan (2007)
- Un cœur simple, regia di Marion Laine (2008)
- L'empreinte de l'ange, regia di Safy Nebbou (2008)
- Joueuse, regia di Caroline Bottaro (2009)
- Adieu Paris, regia di Franziska Buck (2013)
- Parliamo delle mie donne (Salaud, on t'aime), regia di Claude Lelouch (2014)
- La dernier lecon, regia di Pascale Pouzadoux (2015)
- Prendre le large, regia di Gaël Morel (2017)
- Une saison en France, regia di Mahamat-Saleh Haroun (2017)
- L'enkas, regia di Sarah Marx (2018)
- Tre giorni e una vita (Trois jours et une vie), regia di Nicolas Boukhrief (2019)
- Voir le jour, regia di Marion Laine (2020)
- L'amour c'est mieux que la vie, regia di Claude Lelouch (2021)
- La scelta di Anne - L'Événement (L'Événement), regia di Audrey Diwan (2021)
- Prima danza, poi pensa. Alla ricerca di Beckett (Dance First), regia di James Marsh (2023)
- Limonov, regia di Kirill Serebrennikov (2024)
- Finalement - Storia di una tromba che si innamora di un pianoforte (Finalement), regia di Claude Lelouch (2024)

#### Regista
- Faithfull - documentario (2017)

### Televisione
- La bonne âme du Setchouan, regia di Bernard Sobel – film TV (1990)
- Le procès de Bobigny, regia di François Luciani – film TV (2006)
- La Lettre, regia di Bertrand Tavernier – film TV (1997)
- Une femme en blanc, regia di Aline Issermann – miniserie TV (1997)
- La maison des enfants, regia di Aline Issermann – miniserie TV (2003)
- La balade de Lucie, regia di Sandrine Ray – film TV (2013)
- Rouge sang, regia di Xavier Durringer – film TV (2014)
- Bébés volés, regia di Alain Berliner – film TV (2016)
- Le combattenti (Les Combattantes), regia di Alexandre Laurent – miniserie TV (2022)

## Doppiatrici italiane
- Alessandra Korompay in L'insolito caso di Mr. Hire, Il buio nella mente, Il colore della menzogna, Est-Ovest-Amore-Libertà, Mademoiselle, Finalement - Storia di una tromba che si innamora di un pianoforte
- Daniela Caroli in Giovanna d'Arco - Parte I: Le battaglie, Giovanna d'Arco - Parte II: Le prigioni
- Chiara Colizzi in Confidenze troppo intime, Prima danza poi pensa - Alla ricerca di Beckett
- Roberta Greganti in Confidenze a uno sconosciuto
- Cinzia De Carolis in Parliamo delle mie donne
- Silvia Pepitoni in Senza tetto né legge
- Anna Radici in La scelta di Anne - L'événement
- Ilaria Stagni in Verso sera
- Olivia Manescalchi in Il sapore della felicità

## Riconoscimenti
- Premi César 1984 – Migliore promessa femminile per Ai nostri amori
- Premi César 1986 – Migliore attrice protagonista per Senza tetto né legge
- Coppa Volpi per la migliore interpretazione femminile nel 1995 per Il buio nella mente (ex aequo con Isabelle Huppert)